# 'Ndrina Piromalli

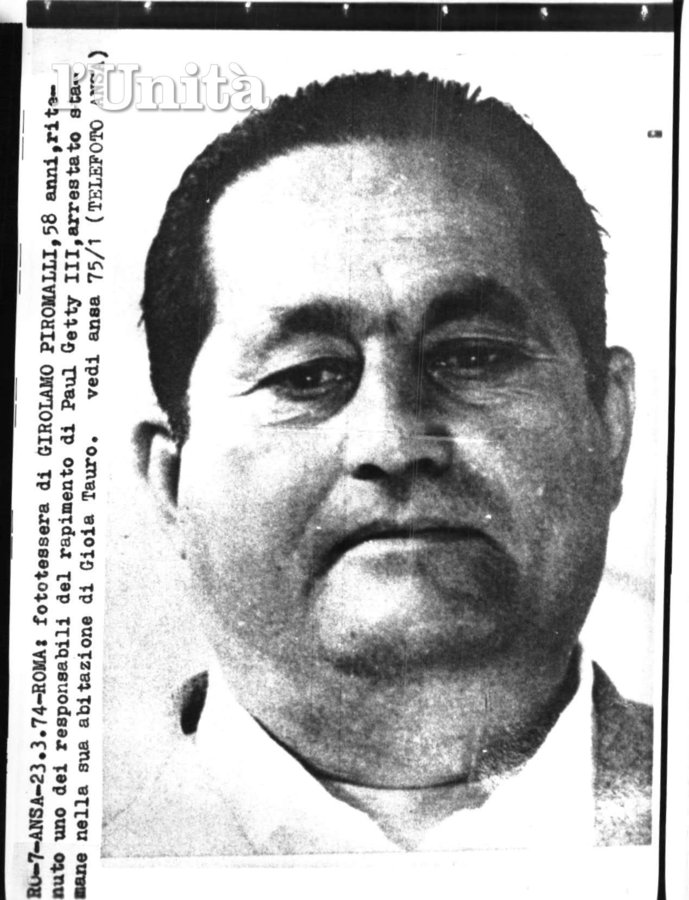
Girolamo Piromalli, tra i principali esponenti della 'ndrina

I Piromalli sono una 'ndrina calabrese di Gioia Tauro.
Secondo la DIA sono la più grande e influente cosca dell'Europa occidentale, con più di 400 famiglie alleate e diverse migliaia di affiliati. Sono tra i fondatori della 'Ndrangheta calabrese presenti sul territorio da più di cento anni. 
Operano in Calabria, in particolare nella Piana di Gioia Tauro, ma hanno anche interessi in Sicilia, nella Toscana sud est, nel basso Lazio, in Puglia, in Basilicata, nell'area milanese e nell'area del Nord-Est italiana come affermato nella seconda relazionale semestrale del 2016 della DIA. Hanno anche proiezioni internazionali; tra cui, come confermato dalle recenti operazioni delle forze dell'ordine, negli Stati Uniti ed in Romania mentre in Sud America avrebbero contatti in Brasile, Venezuela e Perù.

## Attività criminali
Sono attivi nel traffico internazionale di droga, di armi soprattutto grazie alla presenza nel loro territorio del Porto di Gioia Tauro. Sono attivi anche nel settore agricolo, dei trasporti, truffe alla comunità europea, infiltrazioni nel mondo imprenditoriale dell'area.

## Storia

### Anni '50 - La faida tra i Carlino e i Piromalli
Dopo l'uccisione in un agguato mafioso del boss gioiese Peppino Corio, il quale aveva mantenuto un equilibrio all'interno delle consorterie mafiose, i Piromalli iniziarono a spartirsi il territorio della città. La 'ndrina dei Carlino cercò di ritagliarsi una posizione all'interno della spartizione delle attività criminali della piana, ma vide immediatamente la reazione dei Piromalli i quali, dopo l'uccisione di Antonio Piromalli, fratello di Don Mommo Piromalli, iniziarono una faida a Rizziconi che vide un tentativo di sterminio dei Carlino da parte dei Piromalli. I Carlino furono portati via dal paese dai militari per potersi salvare.

### Anni '70 - Il Porto di Gioia Tauro e il V centro siderurgico e la prima guerra di 'ndrangheta
Con la costruzione nella zona del V centro siderurgico, dell'autostrada Salerno-Reggio Calabria e di altre strutture industriali, i Piromalli fecero un patto con le 'ndrine dei Pesce, Mancuso, De Stefano, Mammoliti e Avignone, per gestire le enormi ricchezze che sarebbero arrivate e per evitare una futura guerra.
Nel 1974 le imprese coinvolte nell'espansione del porto e nelle acciaierie a Gioia Tauro offrirono il 3% per essere lasciate in pace. I capi di allora, che erano Antonio Macrì, i fratelli Piromalli e i fratelli De Stefano rifiutarono e pretesero dei subappalti delle opere per controllarne i progetti.
I Piromalli così si aggiudicarono più della metà della cifra astronomica di ben 3,8 miliardi di dollari dei subappalti.
I Piromalli nel 1973 furono coinvolti anche nel sequestro di John Paul Getty III e del tentato sequestro di Francesca Merloni. La consorteria criminale partecipò anche alla prima guerra di 'ndrangheta che si svolse tra il 1974 e il 1977 e che vide prevalere la nuova 'ndrangheta (che era favorevole al traffico di droga, ai sequestri di persona, ai contatti con il mondo politico-istituzionale) a discapito della vecchia tradizionalista 'ndrangheta; I Piromalli capeggiati allora da Don Mommo Piromalli si fecero fautori della nuova linea e appoggiati dai De Stefano di Reggio Calabria e da altre nuove 'ndrine della provincia vinsero la prima guerra che lasciò sul campo oltre 200 morti e sconfiggendo due pezzi da novanta della 'ndrangheta agro-pastorale come Antonio Macrì di Siderno e Domenico Tripodo di Reggio Calabria.

### Anni '80 - Seconda guerra di 'ndrangheta e l'omicidio del sindaco di Gioia Tauro
Il pentito Gaetano Costa raccontò che dopo la seconda guerra di 'ndrangheta vollero una sovrastruttura alle 'ndrine e le locali: la commissione interprovinciale.
Vengono accusati dell'omicidio del sindaco di Gioia Tauro Vincenzo Gentile, ma il giudice istruttore assolve con formula piena Carmelo Stillitano e altri 10 componenti dei Piromalli-Molè.
Dopo 3 anni di indagini non si è riuscito a trovare l'autore del delitto.

### Anni '90 - Il condizionamento di Medcenter e Contship, lo scioglimento di Gioia Tauro e l'arresto di Giuseppe Piromalli
Alla fine degli anni '90 il Porto di Gioia Tauro diventa il più grande porto commerciale del Mediterraneo. Nel 1994 la Contship Containerlines affida l'area del porto per iniziare la sua attività di trasporto e viene realizzato il Terminal Medcenter Container grazie a 128 miliardi di lire del finanziamento statale. I Piromalli obbligano così la società Medcenter, attraverso il vicepresidente Walter Lugli e la società Contship, tramite il presidente Enrico Ravano, a pagare 1,5 $ per ogni container passato dal porto, cifra che corrisponde alla metà del profitto guadagnato dalle 2 compagnie.
Inoltre pretesero contratti, subcontratti e lavori vari nelle due imprese come del resto pretesero dalle altre imprese della zona. Malgrado la sottoscrizione di un patto anticorruzione col governo i dirigenti delle due società cedono alle richieste della 'ndrina.
Il 18 gennaio 1993 viene sciolto per infiltrazioni mafiose il consiglio comunale di Gioia Tauro, la relazione del Ministro dell'interno evidenzia che l'ente è stato sottoposto a tale misura per condizionamenti del clan Piromalli (specie per ottenere appalti pubblici e licenze) e inoltre sono stati accertati collegamenti tra il clan suddetto e vari amministratori locali e anche dipendenti comunali.
Sempre in quest'anno scatta l'operazione Tirreno nei confronti della cosca, dei Molè e degli Stillitano che porta alla luce 37 omicidi i quali piegano i Versace, i Priolo e i Giuliano e rivela le relazioni con le cosche dei Pesce, dei Mancuso e del paese di Taurianova.
Dal 1993, poi, Giuseppe Piromalli si dà alla latitanza e viene catturato nel marzo del 1999. Nonostante il carcere e il regime del 41-bis continuò direttamente a dirigere la 'ndrina e i suoi affari.
Nel 1994 vengono sequestrati dalla distretto antimafia di Torino 5 tonnellate di droga alla cosca dei Piromalli e dei Belfiore, la droga proveniva dal Brasile, passò dal porto di Genova e giunse a Borgaro.

### Anni 2000 - Il traffico di droga e la scissione dai Molè
- 2002 - operazione Tallone d'Achille coordinata dalla DDA di Reggio Calabria contro le cosche Bellocco, Piromalli, Gallico accusate di associazione mafiosa, estorsione, armi. Le indagini hanno preso il via dopo le dichiarazioni dell'imprenditore Gaetano Saffioti.
- 20 ottobre 2005 - operazione Mar Nero contro i Piromalli-Molè[31][32][33][34].
- Il 12 gennaio 2008, dalla squadra mobile di Reggio Calabria sono stati sequestrati un arsenale d'armi nella zona di Gioia Tauro e arrestate 33 persone in tutta Italia, di cui 26 in Calabria per traffico di cocaina e hashish. L'organizzazione forse capeggiata da un certo Rocco Mardecheo sarebbe vicina alle 'ndrine dei Piromalli-Molè[4][35].
- L'11 aprile 2008 si viene a conoscenza che la cosca dei Piromalli stava contrattando con un politico siciliano la compravendita di 50 000 voti per 200.000€ degli italiani all'estero (in Sud America)[36][37].
- Il 12 luglio 2008 a El Mas Trader in Spagna viene arrestato dal ROS di Genova Ippolito Magnoli, esponente di rilievo dei Piromalli-Molè che gestiva il traffico di cocaina tra Colombia e Spagna, e in passato anche in Francia. Il Gip di Reggio Calabria emise ben 4 provvedimenti contro di lui in passato. Il 22 febbraio del 2008 furono arrestati i suoi fratelli Antonio e Luciano[38].
- Il 23 luglio 2008 nell'operazione Cent'anni di storia vengono arrestate 18 persone degli Alvaro, Piromalli e Molè tra cui Antonio Piromalli, capobastone succeduto a Giuseppe Piromalli, suo padre[39][40][41].
- Il 28 aprile 2009 nell'operazione Cupola vengono arrestate 2 persone affiliate alla cosca Piromalli, altre 9 affiliati alla 'ndrina Italiano di Delianuova, 2 rappresentavano gli Alvaro di Sinopoli, 3 per i De Stefano di Reggio Calabria, 1 per i Mammoliti di Oppido Mamertina (Castellace) ed altre 4 per i De Stefano-Tegano di Reggio Calabria sorpresi in una riunione per discutere dei recenti fatti accaduti[41].
- Il 30 giugno 2009 vengono sequestrati a Giuseppe Piromalli e a suo figlio Antonio beni del valore di 10 milioni di euro tra Gioia Tauro e Milano[41][42].

### Anni 2010 - La faida Brandimarte-Perri-Priolo, gli affari in Liguria ed i cartelli economici nella piana
- Il 20 gennaio 2010 la Guardia di Finanza nell'operazione Alba Chiara arresta 38 persone, affiliati ai Piromalli nella piana di Gioia Tauro per traffico di droga[43].
- Il 25 marzo 2010 viene scoperto un sodalizio tra Pietro D'Ardes, Rocco Casamonica del clan dei Casamonica e affiliati alla 'ndrangheta dei Piromalli-Molè e Alvaro per il riciclaggio dei proventi illeciti e costituzione di società (15 sequestrate) per la partecipazione ad appalti pubblici[44].
- Il 7 marzo 2012, a Loano, arrestato Antonio Fameli, faccendiere calabrese operante in Liguria[45], legato al clan dei Piromalli, specialmente a Peppino Piromalli. Antonio Fameli, che aveva già avuto una denuncia[46], è accusato con il figlio Serafino Fameli, residente a Fortaleza in Brasile e al suo commercialista Carlo Ciccione residente a Cisano sul Neva, di associazione per delinquere, finalizzata al riciclaggio di denaro di provenienza illecita, falso, trasferimento fraudolento di valori e reinvestiva i proventi in attività immobiliari in Sud America, specialmente in Brasile e Perù, anche in Costa Azzurra e alle Isole Canarie, eludendo, grazie al commercialista, tutte le leggi tributarie[47] e di un notaio[48]. Già condannato per essere il mandante dell'omicidio di Rosario Sabatino, ma la Cassazione, presieduta dal giudice ammazzasentenze[49] Corrado Carnevale, annullò la condanna all'ergastolo. Ha avuto rapporti anche con la 'ndrina dei Raso, Gullace[50], e Albanese, di Cittanova e operanti in Liguria e ha riciclato il denaro in attività immobiliari delle cosche reggine dei De Stefano, Martino, Tegano, operanti in Liguria e dei clan camorristici Zaza, Galasso, Ammaturo[51].
- Il 23 luglio 2012 il faccendiere Aldo Miccichè è stato arrestato a Caracas, in Venezuela, nell'ambito dell'inchiesta “Cento anni di storia” contro la cosca Piromalli. Latitante da almeno 4 anni, era stato condannato in precedenza a 11 anni di carcere. Miccichè aveva contatti con Marcello Dell'Utri tramite Gioacchino Arcidiaco[52].
- Tra il 2011 e il 2013 scoppia una faida tra le famiglie Brandimarte-Perri ed i Priolo, entrambe vicine ai Piromalli. L'8 luglio 2011 viene ucciso Vincenzo Priolo, mentre il 18 marzo 2013 viene arrestato Vincenzo Perri presunto assassino del Priolo[53].
- L'11 settembre 2013, durante l'operazione Ammitt condotta dai finanzieri del Nucleo di Polizia Tributaria di Pistoia e del Gico e del Nucleo di Polizia Tributaria di Firenze e dalla Guardia di Finanza vengono arrestate 5 persone riconducibili ai Piromalli-Molè e sequestrati immobili dal valore di 44,5 milioni di euro: tra Montecatini Terme, in provincia di Pistoia, Gioia Tauro e Lamezia Terme[54][55].
- Il 14 agosto 2014 Antonio e Alfonso Brandimarte vengono arrestati nell'operazione della Guardia di Finanza Puerto Liberado[56].
- Il 14 dicembre 2014 a Vittoria, in Provincia di Ragusa, in pieno centro viene ucciso Michele Brandimarte[57]. Dal 2016 in poi a venire; dopo la morte di Joseph Di Girolamo, (19.07.1951-29.05.2016) al vertice della "piramide" della "famiglia" Piromalli, ci sarebbero Maddalena Piromalli e il marito di quest'ultima: Jhonny Di Girolamo (classe '79), figlio di Joseph, l'ex "consigliori di don Peppino Piromalli. Secondo gli ultimi collaboratori di Giustizia, tra cui Cosimo Li Causi l'allevatore di maiali a cui consegnavano i rivali per darli in pasto ai suini, il vertice della "cupola" della potentissima famiglia calabrese, sarebbe formato solo da stretti consanguinei, tra i quali, per l'appunto la coppia con Maddalena Piromalli e Jhonny Di Girolamo (marito e moglie); Da Roberto Piromalli e Cristina Lo jodice (anch'essi marito e moglie), così pure la coppia Denny e Jasmine Piromalli (fratello e sorella) e tra i nuovi affiliati, molte donne arruolate nell'Esercito Italiano, in grado di pilotare aerei da guerra e maneggiare armi pesanti. Tra queste ultime, 8 donne sono dei Piromalli, tutte laureate in economìa e commercio.
- Il 3 agosto 2016 si conclude l'operazione Vulcano nei confronti di 12 presunti esponenti delle famiglie Piromalli, Molè, Alvaro e Pesce accusati di traffico internazionale di droga[3].
- Il 25 ottobre 2016 si conclude l'operazione Rent che scopre la presunta contiguità di 32 persone tra cui 12 imprenditori con esponenti degli Aquino-Coluccio e dei Piromalli e dei Bellocco, i quali sarebbero riusciti ad ottenere i lavori per la costruzione del padiglione della Cina e dell'Ecuador di Expo 2015 a Milano, per la costruzione della rete fognaria della stessa esposizione, della costruzione del centro commerciale di Arese (MI) il Centro. Sono stati inoltre sequestrati beni immobili del valore di 15 milioni di euro in Italia: a Reggio Calabria, Catanzaro, Catania, Bergamo, Bologna, Brescia e Mantova mentre all'estero un immobile in Marocco ed il complesso turistico-sportivo Moliviu a Pitești, in Romania, ancora in costruzione del valore di 80 milioni di euro di cui 27 messi in campo dall'Unione europea. I dominus al centro dell'operazione sarebbe Antonio Stefano, vicino al presunto boss Giuseppe Coluccio, accusato di gestire traffico di droga ed il reinvestimento del denaro illecito guadagnato insieme a Graziano Macrì e Salvatore Piccoli[58]. L'operazione è un seguito di Underground.
- Il 19 gennaio 2017 si conclude l'operazione Cumbertazione che porta al sequestro di 54 imprese e 34 imprenditori riconducibili ai Piromalli, ai Muto nella figura di Angelina Corsanto, moglie di Franco Muto e ai Lanzino-Ruà aggiudicandosi negli ultimi 3 anni 27 gare d'appalto. L'operazione nasce nel 2014 a seguito dell'operazione Ceralacca 2[59][60]. Il 14 febbraio, continua l'operazione con altri 25 arresti e con la scoperta di un cartello di 60 imprese che è riuscita ad ottenere appalti dell'ordine dei 90 milioni di euro, tra cui lo svincolo di Rosarno[5][6].
- Il 26 gennaio 2017 si conclude l'operazione Provvidenza che porta all'arresto di 33 persone collegate o affiliate ai Piromalli tra cui Antonio Piromalli, figlio di Pino Piromalli detto Facciazza, già in carcere. A Milano avevano messo in piedi in maniera illegale una serie di attività imprenditoriali in diversi settori: Pasquale Guerrisi si occupava dell'edilizia e delle “pubbliche relazioni” con gli altri clan della Piana di Gioia Tauro, si occupavano del settore turistico Francesco Cordì e Nicola Rucireta e Francesco Pronestì del settore abbigliamento. Il settore che gestivano in maniera internazionale era invece era quello alimentare ed in particolare la vendita di olio di sansa spacciato per olio di oliva negli Stati Uniti, grazie a Rosario Vizzari, amico di Antonio Piromalli in contatto con la società statunitense Olive oil company, e con le mafie del New Jersey, di Detroit, di Chicago e di Boston. L'olio veniva comprato in Grecia, Turchia e Siria, per poi passare dalla Calabria ed arrivare al mercato ortofrutticolo di Milano per poi essere spedito all'estero[61][62].
- 23 marzo 2017: operazione Gerry contro le cosche Bellocco, Piromalli, Molè, Avignone e Paviglianiti[63][64].
- Il 19 febbraio 2018 si concludono le operazioni Martingala e Vello d'oro della Guardia di Finanza e della DIA che portano a 37 misure cautelari nei confronti di presunti affiliati ai Nirta (Scalzone), degli Araniti e dei Piromalli accusati di associazione per delinquere, estorsione, sequestro di persona, usura, riciclaggio e autoriciclaggio, attività finanziaria abusiva e trasferimento fraudolento di valori. Nelle operazioni si è eseguito anche un sequestro di beni dal valore di oltre 100 milioni d'euro, in particolare di aziende del settore della grande distribuzione, dell'edilizia, dell'acciaio e correlate ad appalti pubblici operanti in Toscana e all'estero, in particolare Slovenia e Regno Unito[65].
- Il 14 novembre 2018 si conclude l'operazione Galassia della Guardia di Finanza, della DIA, della polizia e dei carabinieri in cui il presunto membro dei Pesce-Bellocco Antonio Zungri, alcuni membri dei Tegano e forse dei Piromalli insieme a camorristi e a criminali pugliesi (clan Capriati e Parisi) si erano inseriti illegalmente nella rete commerciale delle società di scommesse online Planetwin365, "Betaland", "Enjoybet" e "Planetwin". Gli affiliati dei Tegano inoltre nel 2016 andarono in pellegrinaggio a Polsi, e rendevano omaggi con musica di tarantella passando di fronte al carcere di Reggio Calabria e alle case circondariali Arghillà, e davanti alla casa di Roberto Franco, capo-'ndrina di Santa Caterina[66][67].

### Anni 2020
- Il 28 maggio 2020 si conclude l'operazione della Guardia di Finanza Waterfront che porta all'arresto di 63 persone, tra cui la presunta ala imprenditoriale dei Piromalli a guida di Francesco Bagalà e Giorgio Morabito, 11 funzionari pubblici, il sequestro di beni del valore di 103 milioni di euro. Vi sarebbero state 63 gare d'appalto truccate, l'ottenimento di opere pubbliche con fondi Pisu e dell'Unione europea con aziende calabresi, siciliane, toscane e campane. L'operazione ha avuto luogo in tutta Italia: Reggio Calabria, Catanzaro, Cosenza, Vibo Valentia, Messina, Palermo, Trapani, Agrigento, Benevento, Avellino, Milano, Alessandria, Brescia, Gorizia, Pisa, Bologna e Roma[68][69].
- 23 marzo 2021: operazione Chirone contro le cosche Piromalli e Molè.[70][71][72][73]
- 13 luglio 2021: operazione Geolja contro i Piromalli[74][75].
- 14 settembre 2021: operazione Crypto contro i Piromalli, i Molè, i Bellocco, i Pesce e i Cacciola-Certo-Pronestì[76][77].
- 19 ottobre 2021: operazione Mala Pigna contro i Piromalli[78][79][80].

## Personaggi di spicco
- Girolamo Piromalli (7 ottobre 1918 - 11 febbraio 1979), detto Don Mommo Piromalli.
- Giuseppe Piromalli (1º marzo 1921 – 19 febbraio 2005), detto Don Peppino.
- Giuseppe Piromalli, in carcere dal 1999.
- Giuseppe Piromalli (nipote), in carcere dal 1999.
- Gioacchino Piromalli, contatto di Danilo Coppola con i Piromalli[81].
- Antonio Piromalli (1972), capobastone in carcere dal 2008 al 41-bis, figlio di Giuseppe Piromalli junior.
- Luigi Piromalli.
- Vincenzo Piromalli.